# 沙溪水库
沙溪水库是广东省广州市从化区的一个水库。在太平镇红石村，因在沙溪河上游而得名。始建于1957年，1958年竣工。水库库坝高29米，坝长199米，集雨面积8.26平方公里，库容量692万立方米。